# Diplodia lonicerae
Diplodia lonicerae är en svampart som beskrevs av Fuckel 1870. Diplodia lonicerae ingår i släktet Diplodia och familjen Botryosphaeriaceae.   Inga underarter finns listade i Catalogue of Life.